# Войд Волопаса

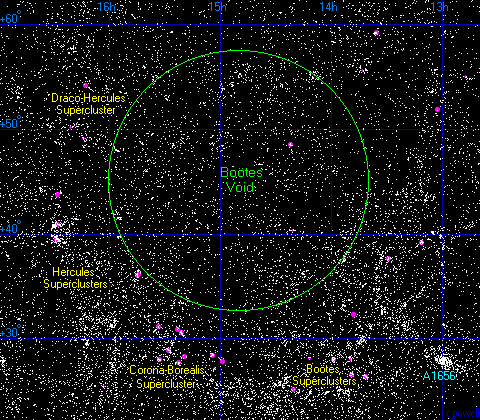
Карта войда Волопаса

Войд Волопаса (англ. Boötes void) — крупная, почти сферически-симметричная область пространства, содержащая малое количество галактик (войд). Расположен в созвездии Волопаса. Центр его имеет координаты α=14ч 50м и δ =46°.

## Описание
Диаметр войда оценивается в 330 млн световых лет (примерно 0,27 % диаметра наблюдаемой Вселенной), объём составляет 236000 Мпк3, при этом войд Волопаса является одним из крупнейших войдов и иногда называется супервойдом. Об открытии войда сообщили Роберт Киршнер и коллеги (1981) в рамках обзора красных смещений. Центр войда Волопаса расположен на расстоянии около 700 млн св. лет от Солнца.
Другие астрономы вскоре обнаружили, что войд содержит несколько галактик. В 1987 году Р. Киршнер и коллеги опубликовали результаты исследования восьми галактик в войде. M. Strauss и J. Huchra анонсировали открытие ещё нескольких галактик в 1988 году, а Г. Алдеринг, Г. Ботун, Р. Киршнер и Р. Марцке в 1989 году заявили об открытии 15 галактик. К 1997 году стало известно о 60 галактиках в войде.
По словам Грегори Алдеринга, масштаб войда таков, что «если бы Млечный Путь находился в его центре, мы не узнали бы о существовании других галактик до 1960-х годов».
Сверхскопление Геркулеса образует часть ближнего края войда.
Таким образом, в войде было обнаружено только 60 галактик. Если воспользоваться грубой оценкой концентрации — 1 галактика в 10 млн световых лет, — то в войде должно располагаться около 2000 галактик.

## Возникновение
Не наблюдается видимых несоответствий между существованием войда Волопаса и моделью Лямбда-CDM. Существует теория о формировании войда Волопаса в результате слияния меньших войдов, это объясняет малое число галактик, населяющих вытянутую область вблизи середины войда.